# A Ship Is Born
A Ship Is Born ist ein US-amerikanischer Dokumentarfilm aus dem Jahr 1942. Die United States Merchant Marine, die an seiner Erstellung beteiligt war, wurde mit dem Film für einen Oscar nominiert.

## Inhalt
Der Film beginnt mit einem Schwenk über die Werft in Port Hueneme in Kalifornien und zeigt Männer beim Bau von Schiffen. Schon fertige Schiffe liegen im Hafen. Große Kräne sind damit beschäftigt, Teile zu bewegen. Es wird erzählt, was alles benötigt wird, um ein Schiff entstehen zu lassen und man erfährt, woher die unzähligen Einzelteile stammen, die man benötigt, und wohin überall die fertigen Schiffe auslaufen.
Die jungen Männer, die von der Handelsmarine angeworben worden sind, nehmen ihren Platz auf einem Schiff ein, nachdem sie die ihnen zugeteilten Utensilien in Empfang genommen haben. Sie werden im großen Rahmen begrüßt und eingewiesen. Ihre Ausbildung besteht in einem theoretischen und einem praktischen Teil (Seemannsknoten binden, Dienstgrade einprägen, Schießen üben am Gefechtsstand, aber auch Kochen und Backen). In ihren Kabinen sprechen die Männer von zu Hause und über Dinge, die sie bewegen, dazwischen stimmen sie ein Lied an. Nachdem sie ihre Grundausbildung hinter sich haben, geht es mit gepacktem Seesack auf ein Schiff, das zum Auslaufen bereit liegt. Die amerikanische Flagge wird gehisst und alle salutieren.
An Bord gelingt die gemeinsame Arbeit, wie beispielsweise das Deck schrubben, mit Gesang besser und natürlich erlaubt man sich dabei auch hin und wieder einen Spaß. Die Aufgaben, die auf dem Schiff anfallen, werden vorgestellt und ihre Wichtigkeit in dieser schwierigen Zeit betont. Der Film unterstreicht den nationalen Charakter der expandierenden amerikanischen Handelsmarine.
Auch auf der Werft muss die Arbeit rund um die Uhr laufen.

## Hintergrund
Der Film über die Handelsmarine zeigt die Ausbildung der angeworbenen Männer am United States Maritime Service Training Bahnhof in Port Hueneme in Kalifornien. Hergestellt wurde er von der United States Maritime Commission, produziert in Kooperation mit der United States Coast Guard. Das Drehbuch schrieb Captain Owen Crump.

## Auszeichnungen
Die United States Merchant Marine wirkte an dem 1942 erstellten Dokumentarfilm A Ship Is Born mit und wurde für diese Produktion mit einer Nominierung für den Oscar in der Kategorie „Bester Dokumentarfilm“ bedacht.  Der Film wurde von Warner Bros. gedreht.  Der Oscar ging an folgende vier Dokumentarfilme:
- Schlacht um Midway – U.S. Navy
- Kokoda Front Line! – Australian News and Information Bureau
- Moscow Strikes Back – Artkino
- Vorspiel zum Krieg – United States Office of War Information

Der Film ist public domain und kann im Internetarchive angeschaut werden.